# Michel Modo
Michel Modo, voluit Michel Henri Louis Goi, (Carpentras, 30 maart 1937 – Vaires-sur-Marne, 25 september 2008) was een Franse acteur en stemacteur.
Samen met Guy Grosso vormde hij het in Frankrijk bekende komische duo "Grosso et Modo".  Samen verschenen ze in diverse films, voornamelijk met Louis de Funès, zoals Le Gendarme de Saint-Tropez.  Daar speelden Modo en Grosso respectievelijk de rol van agent Berlicot en agent Tricard.
Tussen 1993 en 1997 vertolkte hij het personage Maurice in de televisiereeks Highlander.  In 2005 speelde hij een filosofische clochard, verkleed als de kerstman, in de Franse serie Plus belle la vie.
Ook is hij een van de stemacteurs van de Franstalige versie van The Simpsons.  Omwille van zijn overlijden op 71-jarige leeftijd werd hij op het einde van het 19de seizoen vervangen door Gérard Rinaldi.
Modo stierf in 2008 ten gevolge van kanker.

## Films
- La Belle Américaine: portier
- Tout l'or du monde: Tony
- Carambolages: postbode
- Les Gorilles: politieman
- Le Gendarme de Saint-Tropez: Berlicot
- Le Gendarme à New York: Berlicot
- Le Corniaud: douanier
- Le grand restaurant: kelner
- La Grande Vadrouille: Duitse soldaat
- Le Gendarme se marie: Berlicot
- Le Gendarme en balade: Berlicot
- Le Cri du cormoran le soir au-dessus des jonques: Marcel
- On a retrouvé la septième compagnie: Duitse soldaat
- Le mille-pattes fait des claquettes: politieman
- Le Gendarme et les Extra-terrestres: Berlicot
- Les Bidasses au pensionnat: sergeant Michaud
- Die Bruchpiloten von Koenigssee: Konrad Zillich
- L'Avare: Merluche
- Pétrole ! Pétrole !: Alain Terrieur
- Le Gendarme et les Gendarmettes: Berlicot
- Les Planqués du régiment: adjudant Badubec
- L'Exécutrice: politiecommissaris
- La Gloire de mon père: postbode
- Le Château de ma mère: postbode
- Pétain: Pucheu
- Bimboland: Aristide Roumestan
- Poltergay: café-uitbater

## Televisie
- Highlander: Maurice
- Les Vacances de l'amour
- Lagardère: ambassadeur
- Plus belle la vie: kerstman

## Stemacteur/doubleur
Modo dubde diverse personages, waaronder:
- De fluit met de zes smurfen (film): Pirrewiet
- De fantastische verhalen van baron von Munchhausen: Cavallo
- Who Framed Roger Rabbit: R.K. Maroon
- The Simpsons en the Simpsons Movie: Seymour Skinner, Charles Montgomery Burns, Krusty, Clancy Wiggum, Julius Hibbert, Dr. Nick Riviera, Kang, Marvin Monroe, Kent Brockman, Joe Quimby, Sideshow Mel, Hans Moleman, Gil Gunderson en Sideshow Bob
- Robbedoes: burgemeester
- Duimelijntje: Miro
- Bean: The Ultimate Disaster Movie:  George Grierson
- Miller's Crossing: Johnny Caspar
- Animaniacs: Ralph
- Life: Rayford Gibson
- Splinter (Teenage Mutant Ninja Turtles)
- Batman: The Animated Series: Killer Croc, Ra's al Ghul
- Desperate Housewives: Noah Taylor

- Biblioteca Nacional de España: XX1578804
- Bibliothèque nationale de France: cb14459935r (data)
- Gemeinsame Normdatei: 1226796311
- International Standard Name Identifier: 0000 0000 5933 8568
- MusicBrainz: cb55fea9-d56e-45a0-8372-0966e0f040cd
- Système universitaire de documentation: 084053240
- Virtual International Authority File: 5154409
- WorldCat: E39PBJpDVh8XCGDgxQH8tr9MT3